# عمر العبداللات (مغني وملحن)
عمر حسين العبداللات هو فنان أردني من مواليد 1972 من مدينة السلط من مواليد منطقة ماركا الشمالية وأمضى معظم سنين حياته فيها ، ابتدأ مشواره الفني في سن التاسعة من عمره  حيث كان هذا المشوار مقتصراً على المشاركة في النشاطات الفنية في مدرسته والمنطقة التي يقطن بها ، وتعلم العزف على العود  واستطاع خلال هذه المرحلة ان يلفت الأنظار لنفسه على الصعيد المحلي وابتدأ مشواراً كافح فيه وناضل وواظب على تطوير ذاته ليصبح نجماً من نجوم الغناء الأردني ، وقد ساعد العبداللات وشد من أزره الدعم الحثيث والمتواصل من العائلة الهاشمية المالكة والمؤازرة الكبيرة من الإعلام والجمهور الاردني .
فتردد إسم عمر العبـداللات وسطع نجمه وتقدم بالأغنية الأردنية إلى الأمام فارضاً حضورها على ساحة الغناء العربي، فحمل على عاتقه رسالة نقل وتطوير وإشهار الأغنية الأردنية في العالم العربي، فهو يمتـلك حساسية الفنان وجمالية الصوت وخصوصية البيئة الأردنيـة والذكاء الذي فتح له باب الدخول إلى العالم العربي بمهرجاناته وفضائياته ووسائل إعلامه .
ظلّ كثير من جمهور عمر عبداللات متحيّرين سنوات عديدة في معنى اسم عشيرته «العبد اللات»، إذ إن الاسم يُكتب بتهجئة مماثلة لاسم اللات التي هي صنم في زمن الجاهلية، واستمرت الحيرة حتى ظهر عمر العبد اللات في مقابلة مع علي العلياني وذكر فيها أن «اللات» في اسم عشيرته تُنطق بتفخيم حرف اللام المشددة، مثل نطق اللام في لفظ الجلالة، لأن أصل انتسابهم هو إلى جدهم عبد الله، ويُجمع اسم عبد الله إلى «العبد اللات».

## حياته
تزوج عمر العبداللات في سن مبكر من عمره السيدة ناريمان حميد في عام 1995 وأنجب منها ثلاثة أبناء وهم حسين وديالا وعون وبعد ذلك تزوج  في عام 2008 من السيدة سوزان عباس وأنجب منها عبدالله وعليا.

## مشواره الفني
أطلق عمر العبداللات أغنية للوطن وهي من أول أغانيه التي كانت سبب ما في شهرته وهي (هاشمي هاشمي وانا اشهد هاشمي ينصرك ربي أبو عبد الله يالهاشمي)، في عهد الملك الحسين بن طلال، ومن بعدها شارك مع فرقة معان الشعبية وهي من أكثر الفرق الشعبية في وقتها، وأطلق أغنية في بداية التسعينيات بعنوان «يا سعد».
أصدر أكثر من ألبوم وطني وعاطفي، حيث انه غنى اغاني أردنية امثال: «جيشنا جيش الوطن»، وأغنية «غز البيارق»، وأغنية «جيش الأبطال»، و«كيف الهمة»، وغنى للشعب المناضل في فلسطين أيام ظروف غزة أغنية «قادم قادم»، كما غنى أغنية قدس الأوطان «احنا فلسطينية».
شارك العبداللات في أكثر من أوبريت، من أبرزهم: «الحلم العربي»، «بغداد لا تتألمي»، «الضمير العربي»، «صوت السلام»، وشارك في العديد من المهرجانات على المستوى المحلي والعربي.وقد أصدر مؤخراً ألبومه الجديد «صفي النية» عام 2013، بدعم من شركة زين للاتصالات.
استطاع العبداللات خلال مشواره الفني نقل الأغنية الأردنية إلى الوطن العربي وطبع أسم كبير للفنان والفن الأردني وخلال مشواره الفني تنقل بين معظم الدول العربية والأوروبية والأمريكية وشارك في معظم النشاطات الفنية التي تهم قضايا الأمة العربية مثل:

## أوبريتات شارك بها
| - أوبريت الحلم العربي - أوبريت صوت السلام - أوبريت كلنا بنكمل بعض - أوبريت بغداد لا تتألمي - أوبريت يا بلدنا | - أوبريت عمان في القلوب - أوبريت الضمير العربي - أوبريت كلنا بنحب الحياة - أوبريت أبواب القدس - أوبريت يا بخت اللي منك |

كما وقام بغناء مجموعة من الأغاني القومية للعراق ولبنان وفلسطين وليبيا  ومصر والإمارات والسعودية، وركز على دعم جمعيات ومستشفيات سرطان الأطفال والشلل الدماغي ومرضى السكري والمعوقين، كما ركز في عمله على تبني قضايا الشباب واقام لهم العديد من الحملات التوعوية والتثقيفية كما وساهم في العديد من المبادرات الرسمية والخاصة في الأردن والوطن العربي.
كما وشارك العبداللات في مجموعة من الحفلات في الأردن لدعم الجمعيات الخيرية ودعم النوادي الثقافية

## مهرجانات شارك بها
شارك بمجموعة كبيرة من المهرجانات والحفلات داخل وخارج الوطن ومنها:
| مهرجان جرش        | مهرجان القرم في سلطنة عمان                        | مهرجان الطفل العربي - المملكة الأردنية الهاشمية   | مهرجان الأسكندرية مصر     | مهرجان أبو ظبي السينمائي   | مهرجان عكاظ في السعودية |
| مهرجان قرطاج      | مهرجان الربيع في العين – الإمارات العربية المتحدة | مهرجان الفحيص – المملكة الأردنية الهاشمية         | مهرجان المجاز في الإمارات | مهرجان الدوحة              | مهرجان صلالة في مسقط    |
| مهرجان بابل       | مهرجان سبسطية في فلسطين                           | مهرجان الأزرق – المملكة الأردنية الهاشمية         | مهرجان الروابي في فلسطين  | مهرجان الريان              | مهرجان الإعلام العربي   |
| مهرجان تدمر       | مهرجان الدار البيضاء – المغرب                     | مهرجان الكرك – المملكة الأردنية الهاشمية          | مهرجان صيف عمان           | مهرجان سوق واقف            |                         |
| مهرجان دبي للتسوق | مهرجان أوربت الأول - المملكة الأردنية الهاشمية    | مهرجان القرية العالمية –المملكة الأردنية الهاشمية | مهرجان القرية العالمية    | مهرجان القرم في سلطنة عمان |                         |

## شعراء تعاون معهم
تعاون مع أهم شعراء الأغنيــة العربية ومن ابرزهم
الأمير خالد الفيصل، الشيخ نهيان بن زايد، الدكتور صالح الشادي، طلال السعيد،  سالم سيف الخالدي، علي الكيلاني، علي مساعد، كريم العراقي، بن عبود، عبد الله الرشيدي، مصطفى حسن، حيدر محمود، حمود البغيلي،  ماجد زريقات، ياسين اللوزي، كاظم السعدي، ناصر حربي، علي الخوار، سعدو الديب، أحمد الظباعي، وليد إبراهيم، سليمان المشيني، إبراهيم الطائفي، خضر العبد الله،  إسكندر البيطار، يوسف عطية، ضياء العشا، مهدي الشيخ، بو سيف، محمد القاسمي، ضياء الميالي، وغنى من أشعار شاعر الأردن مصطفى وهبي التل «عرار» وغيرهم

## ملحنين تعاون معهم
تعاون مع عدّة ملحنيين منهم:
أنور عبد الله، محمد رحيم،  اليافع، فريد البريكي، ماجد المهندس، جمعة العربي، حسن فالح، سعود بن عبد المجيد، حميد الشاعري، ناصر حربي، عبد الله سيف، ناصر الحربي، شاكر حسن، احمد الحلو، عبد الله آل سهل، علي بدر، بشار السرحان، عدنان الجبوري،  وغيرهم

## موزعين تعاون معهم
تعاون مع عدّة موزعين في الأردن الوطن العربي منهم:
هشام نياز، توما، عمر عبد العزيز، أيمن عبد الله، حميدي الشاعري، مصطفى عبد النبي، إبراهيم راديو، عثمان عبود، وائل الشرقاوي، محمد القيسي، طوني سابا، عمر صباغ، ميثم علاء الدين. خالد مصطفى، خالد العلي، مدحت خميس وغيرهم

## عمر العبداللات ملحن
غنى من ألحانه مجموعة من كبار نحوم الفن في الأردن والوطن العربي ومنهم:
عبدالله رويشد، اصالة نصري، ذكرى، سمية حسن، علي عبد الستار، غادة رجب، فلة الجزائرية، عبد الله بالخير، سعدون جابر، مي كساب، أسماء المنور، نهاوند، متعب الصقار، امل شبلي، سميرة العسلي، محمود الخياط وغيرهم.

## ديسكوغرافيا

### ألبوماته
| - خد الرمان،2015 - صفي النية،2013 - تعاليل،2011 - عمر عبد اللات 2007 - وحشتيني،2006 - عمر العبداللات 2005 - حيالله هالطول1995 - يالابس الاسود،1994 - النجع،1993 - صفي النية 2013 - الوداد 2013 - سكر ع سكر 2012 - البوم تعاليل 2012 - البوم هوانا هاشمي 2011 - حفلة سوق واقف - قطر 2011 - مهرجان صوت الريان - قطر 2010 - النجع - تراث ليبي 2009 - عمريات 3 2009 - عمريات 2 2008 | - عمريات 1 2007 - توحشني 2006 - أردنيات 2005 - ما تركتك 2005 - حبحبني عالخدين 2004 - حبوبي 2003 - يا شوقي 2000 - حيالله هالطول 1995 - حان وقت السفر 1992 - يا سعد - عمر - 2011 - مولاي - 2010 - شاعر المليون - 2010 - شييل بقلبي - 2010 - شكلت بكلت - 2009 - حفله خاصه مع فرقة اللوزيين - دير بالك عبلادك - قلبي شفوق |

### فيديوكليبات
- يا سعد
- حيالله هالطول
- أتوسل لا والله
- حبوبي
- على بالي
- يا عمي
- ما تركتك
- قولوا حرام
- لا تتعذري مع فلة (مغنية)
- مشتاقلك، 2015

### أغاني وطنية
| - هاشمي هاشمي - ارفع راسك - وطني mix - جيش أبو حسين - سولف يا تاريخ - سكر ع سكر - البيارق - سيدنا - هلي يا هيلي - دير بالك عبلادك - ارفع ايدك - كيف الهمة - يا عيال - حيك يا سيدي - دار الهواشم - راسنا مرفوع - ربع الكفاف الحمر - مرحا لمدرعاتنا - الشعب يريد - محلى الدار | - يا محلا شوفتك - هوانا هاشمي - إعتلينا - جيش الابطال - عنقر بوريتك - يا قايد الجيش - جيشنا - مهيوب - زول ساره - أنا من الأردن - كلنا الكرك - المعلم - الشهيد - فدوى لعيونك - موطني - خليج العرب - الشيح حمدان " مرثية " - أردنية سعودية - المنتخب السعودي | - أردنية أردنية - بنحبك يا اردن - جبل عمان - نجحنا - سلاح الجو - ملكنا يالغالي - كفو يا ابن عبدالله - اردن وطنا - امننا الغالي - يالعقبة لالي - اشرقي يا شمس - فوق فوق - حنا الامن - هبينا - لعيون عمان - سيجته - عرش عرش - اسم المملكة - هذول احنا - مولاي | - مقهور شو اللي صاير - قولوا للنواب - سلام منا - كفوف الغرام - تكتكة - موال هذا الوطن مولاي - الأمن العام يا عزوتنا - الشيح - جيش الكرامة - الأردن والأردني - السير - ابشري يا بلادنا - حنا الأردنيين - اليوم أشرق وجهك - صباح الورد - جرح الجزيرة - هذا صرح - المملكة والسلطنة - قابوس " يا نور البلاد | - عمان يا دارنا - السلط - المفرق - الكرك - مادبا - اربد - الطفيلة - العقبة - الزرقا - معان - جرش - عجلون - وحوش الله - عالميدان يا حميدان - ربع الحمية - نشامى الدرك - هيهم الدركية - يا بيارقنا - الذيب مع طاريه | - سمر السواعد - وطني الشمس - قومي يا عمان - يا شوقي - يا سيدي - الأمير علي - ملك الرياضة - ابطال العرب "هي يالله " - هز الملعب - مهما كان لونك خلي قلبك ابيض - صور صور يا مصور - هلا وهلا " المحافظات " - احلى عروس - الله واكبر - يا ديرتي - السيادة - يالله اني طلبتك " البحرين - ملكنا " البحرين " - على الدوحة على الدوحة - انا قطري | - أوبريت على راسي الأردن - أوبريت يا بلدنا - أوبريت أصلي عربي - أوبريت الإنتماء والوفاء - أوبريت إيد بإيد - أوبريت الحلم العربي - يا جبل ما يهزك ريح - قدس الأوطان - يا غزة يا الجنة - قادم - الخليل - عكا - غزة - حيفا - بير السبع - جنين - نابلس - بيت لحم - القدس - اريحا | - طوباس - طولكرم - الناصرة - الرملة واللد - رام الله - بيسان - صفد - سلفيت - قلقيلية - يافا - طبريا - الله أكبر " العراق " - من يشبهك يادار - صقور الجزيرة - ديار زايد - يحكى أن - اسم مصر - يا بخت اللي منك يا مصر - أوبريت عيلة وحدة " - أنا جندي سعودي |

### أغاني عاطفية
| - حيالله هالطول - لا تنفعل - يا قرة العين - ما اشتكي لك - مشي الريام - اشرقت شمسي - ظرف طارىء - هون عليك - عيوني منك - المحبة - قلبي شفوق - مالك احساسي - وقت السفر - عاشق - ما حد غيرك - كيف تجبرني - ناعس العينين - ما يخصك - مدري حضري - يا سلام الله - مشمشي - يا شمس | - حمام الخليج - غرتني الأيام - لو تذكرت - يا ليلة - شوق قلبي - الزعل باين عليك - الله يرحم - حب من طرف - خليجية - ما يحجبن البراقع - وجهة نظر - انا والعود - يا أبو حمد - يا صاحنا - لي ثلاثين يوم - حلو محلى دلاله - اقبلت حلو الليالي - حبوبي - سيد الحبايب - السن بيضحك - يا عنيد - إلنا الله | - ويش عاد - تعالي - أتوسل - أبوس روحك - العتب وياك ضايع - على بالي - ناوي ازورك - يا هلي - لوحي - حبحبني - يا عطية - ثلث غزلان - يا بو رشيدة - محلى الدار - مرين - عالهوى عالهوى - يا هلا بالظيف - أريد أهيجن - جدلي يا ام الجدايل - سافر يا حبيبي - دنا القلم - يا مصور صورلي الحلوه | - ما تركتك - خان نفسه - يا عمي - مو كل مرة - حبوبة - العتب على النظر - عين بعين - يمين وشمالي - الفرج - قولوا حرام - آه من الحب - بستان ورود - يم عيون الذباحة - طول ما انت معايا - الأبراج - يا دخيل الله - مرت الأيام - نسيناكم - واريدها - توحشني - يا ويل قلبي - ما بقى شي | - محبوب قلبك - أقبل يعاتب - يا نور عيني - دج الظلام - ما لنا قدره - قلبي يحبك - من شفت زولك - واعيني ياللي - ليتني وياك - بان تأثير الوداد - وين انت يا سيدي - بالامس في نومي - يا من على الشدة - راعني بالود - لو تعتذر - يا حبيبتي - صفي النية - علمته رمي السهام - كل الهلا - كفي دميعاتك - ابكي يا عين - لو هبت - الزمن الأول | - وينك حبيبي - يا حلالي ويا مالي - الأخيرة - الدحية - يا بوي - يا بنيتي - شباب قوموا - خد الرمان - الليلة وناسة - مشتاقلك - حبك واصل - برا برا - يا سنين ارجعي - يا سعد - خرطت مشطي - عالبابا - لما يغيب القمر - محلى هالأردنية - حبيني أكثر - أمي - الغربة - لما بشوفك | - ام الدبل - مهوي - يا كثر ما قلت - سهل عادي - الغيرة - قصيدة كورونا - تكتكة - Jo mix - زفتنا - زفتنا 2 - الأم المصرية - كان اقرب شخص - بالزاف حلوين - أبجد هوز - الدحة - شكلة بكلة - يا ليلة الجمعة - وضحة - طريق معان - جبل عمان - الأخبار - الحاجة - الليالي | - ما غيرك أحد معذبني - راس روس - عليتني يا علي - والله وسويناها - وجدانيات عويس - مقهور شو اللي صاير - قولوا للنواب - هات القلم والدوا - نيران البوادي - السن وحدة بعد وحدة - بنات العشار - عنز الغزال - يا فاطمة - سريب وانجبد - الحجلة - سمرا الأديم - ابن ادم - يا سيدي - بنت القحيدي - ما جيت لك ضامي - يا هو يا مدلل - فوضى الأنوثة | - قنعت من حبك - ظل التين - الفنجان - انت ما تدري - تمنيت أشوفك - ليه ما تخون - موال يا مسندي - موال يا طروش - موال اذا المرء - موال اخجلت طلعتها - موال الشيب - موال قصر يذلك - موال جدي - موال الفين - موال عروق قلبي - موال إنسان ليت انك عرفته - موال وان صار زود - موال يا ناس - لابس الأسود - نزرع ورد - لا روحة لا جية - عاين يا دكتور - البوم يسكن |

## الجوائز
- وسام الحسين للعطاء المميز.[13][14][15]
- وسام الثقافة والعلوم والفنون الفلسطيني من «مستوى التألق».[16][17]
- سفير الشباب لقضايا السكان[18]
- شخصية العام 2014 في لفلسطين.[19]
- جائزة أفضل عمل فني غنائي للقدس عن أغنيته «قدس الأوطان»[20]
- درع جائزة اركون العالمية العلمية في مجال الصحة[21]

## وصلات خارجية
- عمر العبداللات على موقع قاعدة بيانات الأفلام العربية
- عمر العبداللات على موقع ميوزك برينز (الإنجليزية)
- عمر العبداللات على موقع ديسكوغز (الإنجليزية)